# Карлос К'єсе
Карлос К'єсе (ісп. Carlos Kiese, нар. 1 червня 1957, Тебікуарі) — парагвайський футболіст, що грав на позиції півзахисника, зокрема за національну збірну Парагваю. По завершенні ігрової кар'єри — тренер.

## Клубна кар'єра
У дорослому футболі дебютував 1975 року виступами за команду «Олімпія» (Асунсьйон), в якій провів п'ять сезонів. 
Згодом протягом 1980–1981 років грав у Бразилії за «Греміо», у складі якого ставав переможцем Ліги Гаушу і чемпіоном Бразилії.
1981 року повернувся до лав «Олімпії» (Асунсьйон), а за три роки став гравцем «Лібертада».
1985 року уклав контракт з аргентинським «Індепендьєнте», у складі якого провів наступний рік своєї кар'єри гравця. А завершив ігрову кар'єру на батьківщині у команді «Серро Портеньйо», за яку виступав протягом 1986—1987 років.

## Виступи за збірну
1979 року дебютував в офіційних матчах у складі національної збірної Парагваю.
У складі збірної був учасником Кубка Америки 1975 року, а також розіграшу Кубка Америки 1979, на якому Парагвай здобув титул континентального чемпіона.
Загалом протягом кар'єри у національній команді, яка тривала 5 років, провів у її формі 10 матчів.

## Кар'єра тренера
Розпочав тренерську кар'єру, повернувшись до футболу після невеликої перерви, 1991 року, очоливши тренерський штаб національної збірної Парагваю. Під його керівництвом національна команда брала участь у розіграші Кубка Америки 1991 року в Чилі, де не подолала груповий етап, зазнавши двох поразок при двох перемогах.
Згодом протягом 1990-х працював на батьківщині на клубному рівні з командами «Рівер Плейт» (Монтевідео), «Лібертад» та «Серро Портеньйо», 1996 року приводив останню до перемоги у чемпіонаті Парагваю.
Протягом 1999–2000 років очолював тренерський штаб мексиканської «Америки», після чого повернувся до Парагваю, де до 2012 року встиг попрацювати із низкою клубів.

## Титули і досягнення
| - Чемпіон Парагваю (8): «Олімпія» (Асунсьйон): 1975, 1978, 1979, 1980, 1981, 1982, 1983 «Серро Портеньйо»: 1987 - Чемпіон Бразилії (1): «Греміо»: 1981 - Переможець Ліги Гаушу (1): «Греміо»: 1980 - Володар Кубка Лібертадорес (1): «Олімпія» (Асунсьйон): 1979 - Володар Міжконтинентального кубка (1): «Олімпія» (Асунсьйон): 1979 - Переможець Кубка Америки: 1979 | - Чемпіон Парагваю (1): «Серро Портеньйо»: 1996 |